# Hiệp Hòa (huyện)
Hiệp Hòa là một huyện cũ thuộc tỉnh Bắc Giang, Việt Nam.

## Địa lý
Huyện Hiệp Hòa nằm ở phía tây tỉnh Bắc Giang, cách thành phố Bắc Giang khoảng 30 km về phía tây, cách trung tâm thủ đô Hà Nội khoảng 50 km, có vị trí địa lý:
- Phía đông giáp thị xã Việt Yên và huyện Tân Yên
- Phía tây giáp thành phố Phổ Yên, tỉnh Thái Nguyên và huyện Sóc Sơn, thành phố Hà Nội
- Phía nam giáp huyện Yên Phong, tỉnh Bắc Ninh
- Phía bắc giáp huyện Phú Bình, tỉnh Thái Nguyên.

Hiệp Hòa là vùng chuyển tiếp giữa đồi núi và đồng bằng, độ nghiêng theo hướng tây bắc xuống đông nam, địa hình mấp mô và gò thấp ở một số xã phía bắc, vùng đồng bằng tập trung ở phía đông nam và giữa huyện. Tổng diện tích đất tự nhiên của huyện là 20.110 ha (tức 201 km²), trong đó đất nông nghiệp là 13.479 ha chiếm 67%, đất lâm nghiệp 190,3 ha chiếm 0,9%, đất chưa sử dụng 1.653,2 ha chiếm 8,2%. Đất đai đa dạng, thích nghi với nhiều loại cây trồng về lương thực, thực phẩm, công nghiệp.
Sông Cầu chảy men theo phía tây và phía nam huyện với chiều dài 50 km, tạo luồng chuyên chở khách và hàng hóa khá thuận tiện. Nước của dòng sông Cầu qua hệ thống mương máng được xây dựng từ thời Pháp tưới cho các cánh đồng trong huyện. Thuyền bè có thể theo sông Cầu lên Thái Nguyên, về Đáp Cầu, Phả Lại và ra biển. Sông Cầu bồi đắp phù sa màu mỡ cho các soi bãi ven sông và có trữ lượng cát sỏi hàng triệu mét khối cung cấp cho các công trình xây dựng.
Đất sét chịu lửa ở Đức Thắng có chất lượng tốt, trắng mịn, có thể làm đồ sứ. Đất sét dùng làm gốm sành ở xã Châu Minh, xã Lương Phong có trữ lượng lớn. Cát sỏi dọc sông Cầu. Vùng đồi núi có đá ong làm vật liệu xây dựng. Qua khảo sát địa chất có than và sắt nhưng chưa đến tuổi khai thác.
Hiệp Hòa không còn rừng tự nhiên, rừng trồng rải rác ở các xã phía bắc huyện và được giao cho các hộ, các tổ chức quản lý. Tổng diện tích rừng toàn huyện là 167ha.
Khí hậu: Huyện Hiệp Hòa nằm trong vùng khí hậu nhiệt đới gió mùa của vùng Bắc Bộ. Mùa khô từ tháng 11 đến tháng 4 năm sau, khí hậu lạnh, khô hanh và ít mưa. Mùa mưa từ tháng 5 đến tháng 10, nóng và mưa nhiều.
Nhiệt độ: Nhiệt độ trung bình của không khí: 23 °C – 25 °C. Nhiệt độ cao nhất năm: 39,1 °C. Nhiệt độ thấp nhất năm: 2,8 °C.
Nước sông Cầu và hệ thống mương máng của huyện (cũng lấy từ nước sông Cầu) trong vài chục năm gần đây bị ô nhiễm nặng do các nhà máy công nghiệp của Thái Nguyên thải ra. Nhiều dự án cải tạo ô nhiễm sông Cầu đưa ra nhưng vẫn chỉ nằm trên giấy. Một đặc sản nổi tiếng một thời của Hiệp Hòa là cá Cháy của sông Cầu (như cá Anh Vũ của sông Thao) hiện nay hoàn toàn không còn. Việc sản xuất nông nghiệp dùng nhiều thuốc trừ sâu, phân hóa học, thuốc diệt cỏ nên các động vật sống ở ruộng như ếch, nhái, cá, tôm, cua, rắn, đỉa gần như không còn.

## Hành chính
Huyện Hiệp Hòa có 19 đơn vị hành chính cấp xã trực thuộc, bao gồm 2 thị trấn: Thắng (huyện lỵ), Bắc Lý và 17 xã: Châu Minh, Danh Thắng, Đoan Bái, Đông Lỗ, Đồng Tiến, Hoàng Vân, Hợp Thịnh, Hùng Thái, Hương Lâm, Lương Phong, Mai Đình, Mai Trung, Ngọc Sơn, Sơn Thịnh, Thường Thắng, Toàn Thắng, Xuân Cẩm.

## Lịch sử
Con người đã có mặt trên vùng đất Hiệp Hòa ngay từ thời kỳ đồ đá, những xóm làng đầu tiên của Hiệp Hòa hình thành dọc hai bờ sông Cầu. Khu di chỉ Đông Lâm thuộc xã Hương Lâm khai quật với diện tích 80 m² và sâu 1,8 m đã phát hiện nhiều đồ đá, đồ gốm, đồ đồng và cả khuôn đúc rìu đồng bằng đá có niên đại cách ngày nay khoảng 3070 năm (xác định bằng các bon phóng xạ C14). Điều đó chứng tỏ Hiệp Hòa đã có một trung tâm đúc đồng từ rất sớm.
Từ thời kỳ vua Hùng, Hiệp Hòa thuộc bộ lạc Tây Âu, nằm trong bộ Vũ Ninh. Thời thuộc Hán, Hiệp Hòa nằm trong huyện Long Biên thuộc quận Giao Chỉ. Thời Lý, Hiệp Hòa có tên gọi là Phật Thệ nằm trong phủ Bình Lỗ thuộc lộ Bắc Giang. Thời Trần có tên là Thiện Thệ, thời Lê mới có tên gọi chính thức là Hiệp Hòa thuộc phủ Bắc Hà. Đến năm 1831 Hiệp Hòa nằm trong phủ Thiên Phúc.
Thời Bắc thuộc đơn vị hành chính cơ sở là Hương. Từ đầu thế kỷ thứ 10 đơn vị Giáp thay dần các Hương. Thời Lê (1428-1789) đơn vị hành chính đi vào hoàn chỉnh, năm 1428 đơn vị cấp xã được xác định là cấp cơ sở. Cuối thời Lê và trong cả thời Nguyễn (1802-1883) xuất hiện thêm hai cấp trung gian là Tổng và Phủ. Tổng gồm nhiều xã, là cấp trung gian giữa xã và huyện. Phủ là cấp trung gian giữa huyện và tỉnh (hoặc trấn).
Trấn Kinh Bắc thời Lê gồm 4 phủ: Thuận An, Từ Sơn, Bắc Hà, Lạng Giang. Phủ Bắc Hà có 180 xã, gồm 4 huyện: Hiệp Hòa, Yên Việt (nay là Việt Yên), Kim Hoa (nay là Kim Anh), Tiên Phúc (nay là Đa Phúc). Vào thời Lê Hiệp Hòa là một huyện nhỏ, chỉ có 22 xã. Năm 1485 đã có 54 xã.
Năm 1821, phủ Bắc Hà đổi thành phủ Thiên Phúc. Năm 1832 hai huyện Yên Việt và Hiệp Hòa lập thành phân phủ Tiên Phúc, năm 1852 phân phủ này không còn.
Thời nhà Nguyễn, Hiệp Hòa xê xích trong khoảng 50 - 51 xã đặt trong 9 tổng là: Đức Thắng, Hà Nhuyễn (hay Hà Châu), Cẩm Bào, Mai Đình, Hoàng Vân, Gia Định, Quế Trạo (hay Quế Sơn), Tiên Thù, Sơn Giao.
Như vậy cho đến cuối thế kỷ 19 phạm vi của Hiệp Hòa tiến sang cả bên kia sông Cầu. Đầu thế kỷ 20 tổng Hà Nhuyễn được chuyển về huyện Tư Nông của Thái Nguyên (nay là huyện Phú Bình) và tổng Tiên Thù cắt về huyện Phổ Yên. Năm 1902 tổng Sơn Giao giải tán đưa vào tổng Đức Thắng và nhập hai xã Quảng Lâm, Hòa Lâm thành xã Ngọc Thành. Liền sau thời gian đó Hiệp Hòa nhận về hai tổng của Việt Yên: Đông Lỗ, Ngọ Xá. Năm 1920 Hiệp Hòa lập thêm Tổng Ngọc Thành.
So sánh với "Bắc Ninh tỉnh chí": "Hiệp hòa có 9 tổng 50 xã thôn, 232 lính, 2 lính mộ, 2046 nhân đinh, 19.160 mẫu ruộng, thuế là 7.000 quan tiền một năm cộng 9.900 hộc lúa". Dưới thời Pháp thuộc số tổng vẫn như vậy nhưng bớt đi một số đất đai làng xã ở phía bắc, nhưng lại lấy thêm đất đai làng xóm ở phía đông thuộc Yên Thế và phía nam thuộc Việt Yên. Vào khoảng năm 1900 huyện lỵ của Hiệp Hòa vẫn còn nằm ở xã Trung Trật (làng Giật bây giờ), đó là trung tâm của vùng đất cũ. Nhưng sau này huyện lỵ Hiệp Hòa chuyển lên thị trấn Thắng để thành trung tâm của vùng đất đã bớt và thêm.
Đến thời kỳ Việt Nam dân chủ cộng hòa, các xã trong huyện luôn luôn xảy ra sự tách gộp do dân số phát triển và đổi tên các xã, các làng. Cuối năm 1945, chính quyền bỏ đơn vị hành chính là tổng và tổ chức thành 18 xã, dưới xã là thôn. Huyện Hiệp Hòa bao gồm thị trấn Thắng (huyện lỵ) và 24 xã: Bắc Lý, Châu Minh, Danh Thắng, Đại Thành, Đoan Bái, Đông Lỗ, Đồng Tân, Đức Thắng, Hòa Sơn, Hoàng An, Hoàng Lương, Hoàng Thanh, Hoàng Vân, Hợp Thịnh, Hùng Sơn, Hương Lâm, Lương Phong, Mai Đình, Ngọc Sơn, Quang Minh, Thái Sơn, Thanh Vân, Thường Thắng, Trung Nghĩa.
Năm 1954, chia xã Trung Nghĩa thành 2 xã: Mai Trung và Xuân Cẩm.
Ngày 27 tháng 10 năm 1962, tỉnh Bắc Giang sáp nhập với tỉnh Bắc Ninh thành tỉnh Hà Bắc, huyện Hiệp Hòa thuộc tỉnh Hà Bắc. Ngày 6 tháng 11 năm 1996, huyện Hiệp Hòa thuộc trở lại thuộc tỉnh Bắc Giang.
Ngày 18 tháng 1 năm 2012, Bộ Xây dựng ban hành Quyết định số 63/QĐ-BXD công nhận thị trấn Thắng mở rộng là đô thị loại IV.
Ngày 1 tháng 1 năm 2020, sáp nhập xã Đức Thắng vào thị trấn Thắng.
Ngày 1 tháng 7 năm 2022, thành lập thị trấn Bắc Lý trên cơ sở toàn bộ diện tích và dân số của xã Bắc Lý.
Ngày 18 tháng 9 năm 2024, Bộ Xây dựng ban hành Quyết định số 868/QĐ-BXD về việc công nhận đô thị Hiệp Hòa, tỉnh Bắc Giang đạt tiêu chí đô thị loại IV.
Huyện Hiệp Hòa có 2 thị trấn và 23 xã như hiện nay.
Ngày 28 tháng 9 năm 2024, Ủy ban Thường vụ Quốc hội ban hành Nghị quyết số 1191/NQ-UBTVQH15 về việc sắp xếp đơn vị hành chính cấp huyện, cấp xã của tỉnh Bắc Giang giai đoạn 2023 – 2025 (nghị quyết có hiệu lực từ ngày 1 tháng 1 năm 2025). Theo đó:
- Sáp nhập xã Hoàng An vào xã Hoàng Vân.
- Thành lập xã Sơn Thịnh trên cơ sở 3 xã: Quang Minh, Hòa Sơn, Đại Thành.
- Thành lập xã Hùng Thái trên cơ sở xã Hùng Sơn và xã Thái Sơn.
- Thành lập xã Toàn Thắng trên cơ sở xã Hoàng Lương và xã Hoàng Thanh.
- Thành lập xã Đồng Tiến trên cơ sở xã Đồng Tân và xã Thanh Vân.

Huyện Hiệp Hòa có 2 thị trấn và 17 xã như hiện nay.

## Kinh tế - xã hội
Hiệp Hòa chủ yếu sản xuất lương thực, rau màu, chăn nuôi gia súc gia cầm, nuôi trồng thủy sản. Nhờ hệ thống mương máng người dân có thể trồng hai vụ lúa và một vụ hoa màu trong một năm. Trong những năm gần đây Hiệp Hòa đã chú trọng chuyển đổi cơ cấu kinh tế theo hướng sản xuất hàng hóa, xây dựng các cụm công nghiệp nhằm thu hút đầu tư, nâng cấp hệ thống chợ nông thôn để phát triển thương mại.
Năm 2008, giá trị sản xuất công nghiệp, thủ công nghiệp, xây dựng trên địa bàn huyện đạt 200 triệu USD, tăng 56,5% so với năm 2007. Sản lượng may mặc, bia hơi, khai thác cát sỏi, gạch đều vượt kế hoạch từ 9-10%. Hiện huyện đã quy hoạch được 7 cụm công nghiệp, trong đó có 4 cụm đã được đưa vào sử dụng với tổng diện tích 124,5 ha. Năm 2008 toàn huyện đã thu hút 6 dự án đầu tư lớn với tổng vốn đăng ký hàng trăm tỷ đồng.
Trước đây, kinh tế Hiệp Hòa chủ yếu là nông nghiệp; hạ tầng còn nhiều hạn chế; tỷ lệ hộ nghèo còn khá cao. Đến nay, trên địa bàn huyện có 1 khu công nghiệp và 9 Cụm CN. Trong đó, KCN Hòa Phú có diện tích 207 ha, đang tiếp tục mở rộng, đến nay có hơn 50 DN đăng ký đầu tư và xây dựng nhà xưởng. 9 CCN có tổng quy mô 526,9 ha, tổng số vốn đầu tư khoảng 4.147,7 tỷ đồng.
Điện lưới: Tính đến năm 2003 điện lưới quốc gia đã đến tất cả các xã, mọi hộ gia đình được sử dụng điện. Toàn huyện hiện có 124 máy biến áp.
Thông tin: Đường dây điện thoại cố định đã tới tất cả các thôn xóm trong huyện, mỗi gia đình đều có vô tuyến. Điện thoại di động được dùng rất phổ biến trong người dân. Tại trung tâm các xã đều có cơ sở bưu điện và Nhà văn hóa xã.
Nước sinh hoạt: Dân cư chủ yếu dùng nước sinh hoạt từ giếng đào còn một phần từ sông và nước mưa. Nước giếng vùng đồi núi của Hiệp Hòa nổi tiếng trong và mát. Khoảng trên 70% dân cư có nước sinh hoạt hợp vệ sinh. Khu vực thị trấn được dùng nước máy.
Y tế: Toàn huyện có một bệnh viện lớn, các xã đều có trạm y tế xã, các thôn đều có y tá chăm sóc sức khỏe cho người dân. Ngoài ra còn có các phòng khám tư nhân.
Thương mại và dịch vụ: Hiện nay toàn huyện có 17 chợ và trên 6.000 cơ sở sản xuất, hộ kinh doanh cá thể. Hệ thống chợ được quy hoạch và một số chợ đang được đầu tư nâng cấp, đặc biệt là chợ trung tâm huyện đã xây dựng đáp ứng nhu cầu kinh doanh, tiêu thụ hàng hóa của nhân dân trong huyện
Giáo dục – đào tạo và dạy nghề: Tính tới năm 2021, ở Hiệp Hòa có 6 trường trung học phổ thông (bao gồm 4 trường công lập và 2 trường dân lập - tư thục).

### Làng nghề
Các nghề ở Hiệp Hòa phát triển manh mún không tập trung thành làng nghề. Nghề mây tre đan, dâu tằm ở Xuân Cẩm, Mai Đình hiện nay không còn. Huyện có các làng nghề xưa và làng có nghề như:
- Dâu tằm, mộc ở thôn Mai Thượng, xã Mai Đình.
- Nghề mộc, sơ chế gỗ An Lập ở xã Đoan Bái.
- Có nghề gói bánh chưng ở xã Hoàng Vân.
- Trồng hoa và mộc Cẩm Hoàng ở xã Xuân Cẩm.
- Làng nghề mộc Thắng Lợi và một số có nghề ở các thôn khác thuộc xã Mai Đình.
- Trồng, cấy rau cần ta ở xã Hoàng Lương
- Mây tre đan và mộc Cẩm Bào ở xã Xuân Cẩm.
- Đan đồ tre, đan giàng Hiệp Đồng ở xã Thường Thắng.
- Làm dây thừng Trung Hưng ở xã Mai Trung.
- Nghề mộc thôn Cẩm Xuyên ở xã Xuân Cẩm.

## Dân số
Huyện Hiệp Hòa có diện tích 201,10 km², dân số năm 2009 là 213.002 người.
Huyện Hiệp Hòa có dân số năm 2011 là 214.425 người.
Huyện Hiệp Hòa có diện tích 205,996 km², dân số tính đến ngày 31/12/2017 là 232.223 người, mật độ dân số đạt 1.127 người/km².
Huyện Hiệp Hòa có dân số tính đến ngày 1/4/2019 là 247.460 người.
Huyện Hiệp Hòa có diện tích 206 km², dân số tính đến ngày 31/12/2019 là 232.108 người.
Huyện Hiệp Hòa có diện tích 201,10 km², dân số năm 2022 là 259.700 người.
Huyện Hiệp Hòa có diện tích 205,99 km², dân số tính đến 31/12/2023 là 287.373 người. Dân số thường trú là 284.524 người và dân số tạm trú quy đổi là 2.849 người. Dân số khu vực nội thị, nội thị là 154.815 người, trong đó dân số thường trú là 152.688 người, dân số tạm trú quy đổi là 2.127 người.

## Văn hóa

### Đặc sản
Mít, vải thiều, sắn, lạc, đỗ ở các xã phía Bắc huyện có nhiều đồi núi như: trám đen ở xã Hoàng Vân, bánh chưng Hoàng An, Hoàng Vân, rau cần Hoàng Lương. Một số đặc sản nổi tiếng đã vào ca dao và bài hát nhưng hiệp nay không còn: lụa làng Cẩm Xuyên, cá cháy sông Cầu, quýt bộp trồng ở các soi bãi dọc sông Cầu, cải Tiếu của làng Tiếu, trầu không làng Gia Cát, quả sở dùng để ép dầu ăn ở làng Thù Sơn.

### Các di tích thắng cảnh
- Đình Lỗ Hạnh thuộc xã Đông Lỗ.[17]
- Lăng Dinh Hương là nơi lưu giữ thi hài quận công La Quý Hầu được xây dựng năm 1727.

- Lăng Họ Ngọ là nơi lưu giữ thi hài Phương quận công Ngọ Công Quế được xây dựng năm 1697.

- Lăng Bầu thuộc xã Xuân Cẩm.
- Các di vật cổ nhất của Hiệp Hòa gồm có: trống đồng Bắc Lý (đào được ở khu đất Gò Mụ, thôn Lý Viên, xã Bắc Lý vào năm 1975), trống đồng Xuân Giang xã Mai Trung, các hiện vật đào được trong khu di chỉ Đông Lâm Hương Lâm.
- Đình Xuân Biều thuộc xã Xuân Cẩm.
- Khu di tích Núi IA (Y Sơn): Chùa IA, Đền IA thờ Thánh Hùng Linh Công.
- Tour du lịch sinh thái đi dọc sông Cầu thuộc địa phận huyện Hiệp Hòa 50 km.
- Khu vực Ông Tượng là một di tích lịch sử vừa là một trung tâm thương mại của huyện.
- An toàn khu thứ hai của Trung ương Đảng và Xứ ủy Bắc Kỳ.

## Giao thông
Hiệp Hòa có tiềm năng để kết nối rất thuận tiện với các công trình giao thông quốc gia như: Sân bay Nội Bài, các tuyến đường cao tốc bao gồm: cao tốc Hà Nội – Thái Nguyên, cao tốc Hà Nội – Hạ Long, cao tốc Hà Nội – Lạng Sơn, tuyến đường Vành đai 4, tuyến đường Vành đai 5 vùng Hà Nội,...
Đường bộ của Hiệp Hòa khá thuận tiện, có ba tuyến chính:
- Quốc lộ 37: Từ Đình Trám – Thắng dài 17 km)
- Tỉnh lộ 295: Đông Xuyên – Thắng – Cao Thượng đoạn qua huyện dài 20 km.
- Đường 296: Nối Thắng qua cầu Vát tới phố Nỉ đoạn qua huyện dài 9,5 km.

Ngoài ra, còn hai tuyến chỉ ở trong nội bộ của huyện: tỉnh lộ 288 từ Thắng đi Lữ và bến Gầm dài 9 km, từ Thắng đi bến đò Quế Sơn dài 5 km. Năm tuyến đường trên đều đã trải nhựa. Tỉnh lộ 295 đoạn Thắng – Đông Xuyên đã được cải thiện, đặc biệt Cầu Mai Đình – Đông Xuyên đã được hoàn thành.

## Danh nhân

### Các tiến sĩ thời phong kiến
Dưới các triều đại phong kiến, qua 11 khoa thi huyện Hiệp Hòa có 13 người đỗ tiến sĩ.
- Khoa thi năm Giáp tý 1384 dưới triều vua Trần Phế Đế, tổ chức tại chùa Vạn Phúc, núi Tiên Du, Bắc Ninh, ông Đoàn Xuân Lôi là người đầu tiên của Hiệp Hòa đỗ tiến sĩ - đạt Trạng nguyên. Ông người xã Ba Lỗ, tổng Mai Đình, Hiệp Hòa (nay là làng Trâu Lỗ, hay làng Sổ).

- Khoa thi năm Mậu Dần 1518 dưới triều vua Lê Chiêu Tông: Ngọ Doãn Thọ người xã Ngọ Xá đỗ Đệ tam giáp đồng tiến sĩ xuất thân.
- Khoa thi năm Bính Tuất 1526 thời vua Lê Cung Hoàng: Khổng Tư Trực, người Đoan Bái đỗ Đệ tam giáp đồng tiến sĩ xuất thân.
- Khoa thi năm Kỷ Sửu 1529 thời vua Mạc Đăng Dung:
  - Nguyễn Hoàng (trong Văn Miếu ở Hà Nội ghi là Nguyễn Mao) người xã Đức Thắng đỗ Đệ nhị giáp đồng tiến sĩ xuất thân.
  - Nguyễn Doãn Dịch, sinh 1490 người Hoàng Vân đỗ Đệ nhị giáp đồng tiến sĩ xuất thân.
- Khoa thi năm Mậu Tuất 1538 dưới triều Mạc Đăng Doanh:
  - Hoàng Sầm, sinh năm 1512 tại Thù Sơn, sau chuyển sang Quế Trạo, đỗ Thám Hoa làm đến thượng thư, tước Hoàng Phúc Bá, là con rể Nguyễn Doãn Dịch.
  - Ngô Trang, người Ninh Định, đỗ Đệ tam giáp đồng tiến sĩ xuất thân.
- Khoa thi năm Đinh Mùi 1548 thời vua Mạc Phúc Nguyên: Nguyễn Thúc Lương người Gia Định đỗ Đệ nhị giáp đồng tiến sĩ xuất thân.
- Khoa thi năm Kỷ Mão 1559 thời vua Mạc Phúc Nguyên: Nguyễn Kính, người Quế Trạo sinh 1522, đỗ Đệ tam giáp đồng tiến sĩ xuất thân, làm đến Hộ bộ thượng thư, tước Hương sơn hầu, đã từng đi sứ.
- Khoa thi năm Giáp Tuất 1574 thời vua Mạc Mậu Hợp: Nguyễn Như Tiếp người Phúc Mỹ đỗ Đệ tam giáp đồng tiến sĩ xuất thân.
- Khoa thi năm Nhâm Thìn 1592 thời Mạc Mậu Hợp: Nguyễn Hữu Đức người Vân Cẩm sinh năm 1569 đỗ Đệ tam giáp đồng tiến sĩ xuất thân.
- Khoa thi năm Tân Sửu 1721 thời vua Lê Dụ Tông: Ngô Dụng người làng Vân Trì sinh năm 1684 đỗ Đệ tam giáp đồng tiến sĩ xuất thân.
- Khoa thi năm Tân Sửu 1901 thời vua Thành Thái triều Nguyễn: Nguyễn Đình Tuân người làng Trâu Lỗ, xã Mai Đình đỗ Đệ tam giáp đồng tiến sĩ xuất thân, đỗ đầu trong 9 vị tiến sĩ khoa này.

### Một số người nổi tiếng
1. Bà Nguyễn Thị Song (Xã Mai Trung) - Anh hùng Lao động, đại biểu Quốc hội các Khóa IV và V [18]³
2. Ông Hoàng Đăng Huệ (Xã Hoàng Thanh), Thiếu tướng, nguyên Chính ủy Binh chủng Tăng - thiết giáp[19]
3. Ông Chu Công Phu (Xã Thường Thắng), Thiếu tướng, Phó Chính ủy Học viện Chính trị (Quân đội nhân dân Việt Nam)[20]
4. Ông Nguyễn Văn Vọng (Xã Mai Trung), Tiến sĩ Toán học, nguyên Thứ trưởng Bộ giáo dục và Đào tạo, Đại biểu Quốc hội các khóa IX và X.
5. Ông Triệu Văn Thế (Xã Mai Trung), Thiếu tướng, nguyên Cục Trưởng Cục Quản lý XNC - Bộ Công an.
6. Ông Nguyễn Thái Lai (Xã Mai Đình), Tiến sĩ, nguyên Thứ trưởng Bộ Tài nguyên và Môi trường.
7. Ông Nguyễn Thanh Quất (Xã Hoàng Vân), nguyên Ủy viên Trung ương Đảng, Bí thư Tỉnh ủy Hà Bắc.
8. Ông Nguyễn Quốc Cường (Xã Hợp Thịnh), nguyên Ủy viên Trung ương Đảng (Khóa X, XI), Chủ tịch Hội Nông dân Việt Nam, Đại biểu Quốc hội các khóa XII, XIII, nguyên Bí thư Tỉnh ủy, Chủ tịch HĐND tỉnh Bắc Giang.
9. Ông Bùi Văn Hải (Xã Hùng Sơn), Ủy viên Trung ương Đảng (Khóa XII), Bí thư Tỉnh ủy, Chủ tịch HĐND tỉnh Bắc Giang
10. Ông Hoàng Thưởng (Xã Hùng Sơn), PGS.TS, nguyên Viện Khoa học hình sự Bộ Công an
11. Ông Bùi Xuân Khang, Thiếu tướng, Phó Tổng cục trưởng Tổng cục Tình báo, Bộ Quốc phòng.
12. Ông Nguyễn Trọng Cơ (Xã Thái Sơn), NGND.GS.TS, nguyên Giám đốc Học viện Tài chính (Việt Nam).
13. Ông Đặng Hoàng An (Xã Đoan Bái), Thứ trưởng Bộ Công Thương.

## Hình ảnh

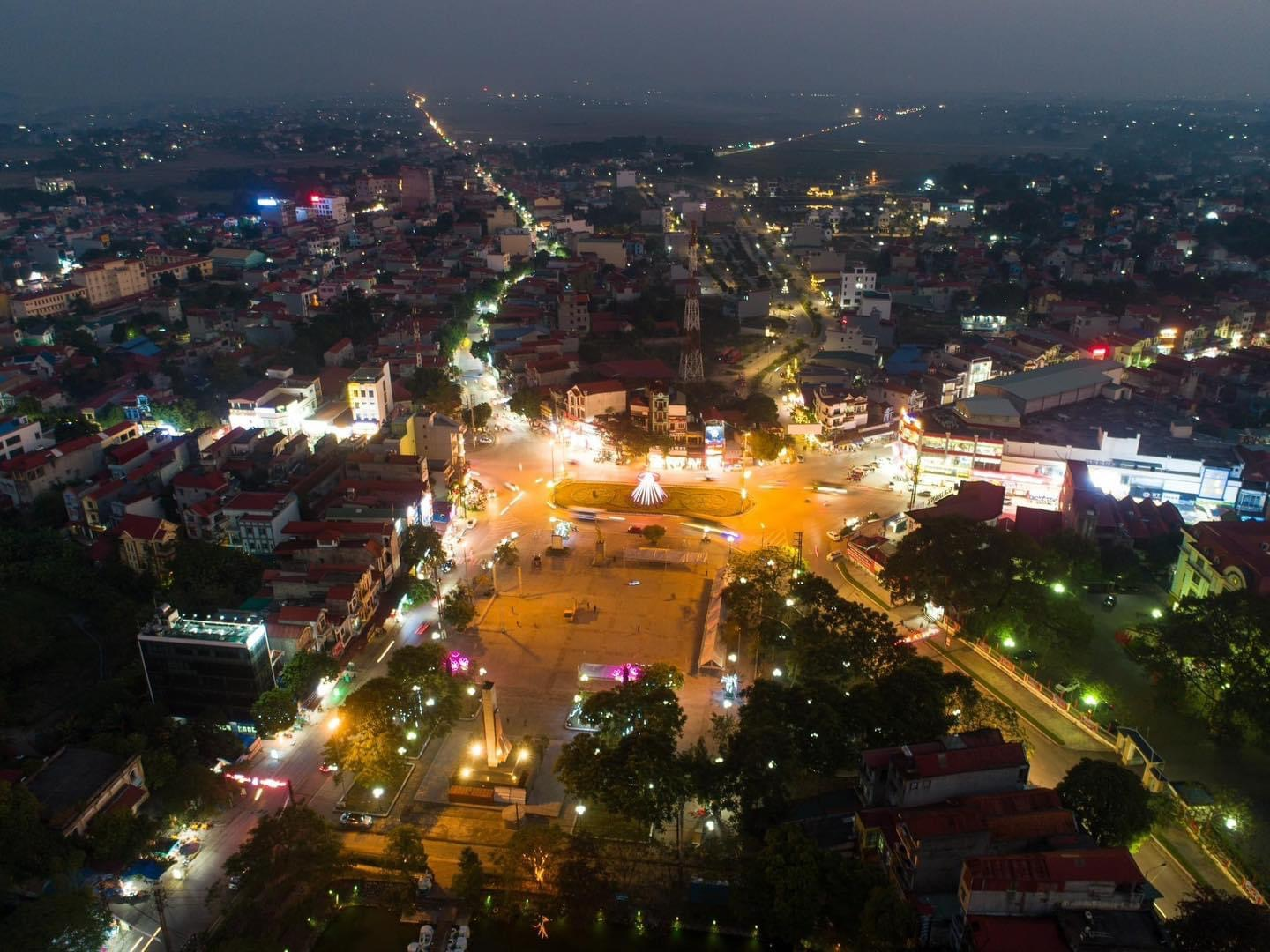
Hiệp hòa về đêm
Tượng đài ở ngã sáu thị trấn
Một góc thị trấn thắng
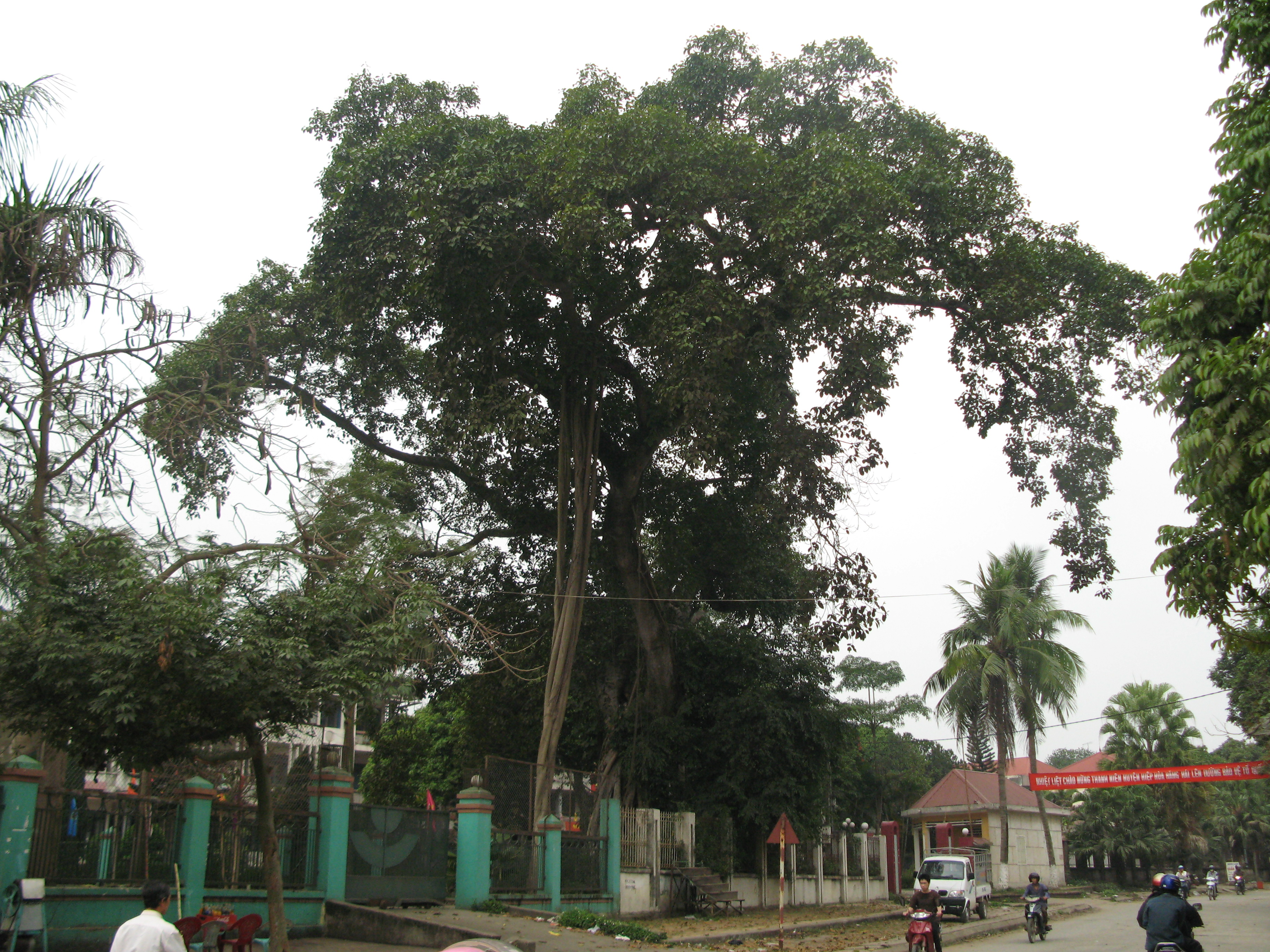
Cây đa trước cửa huyện đường
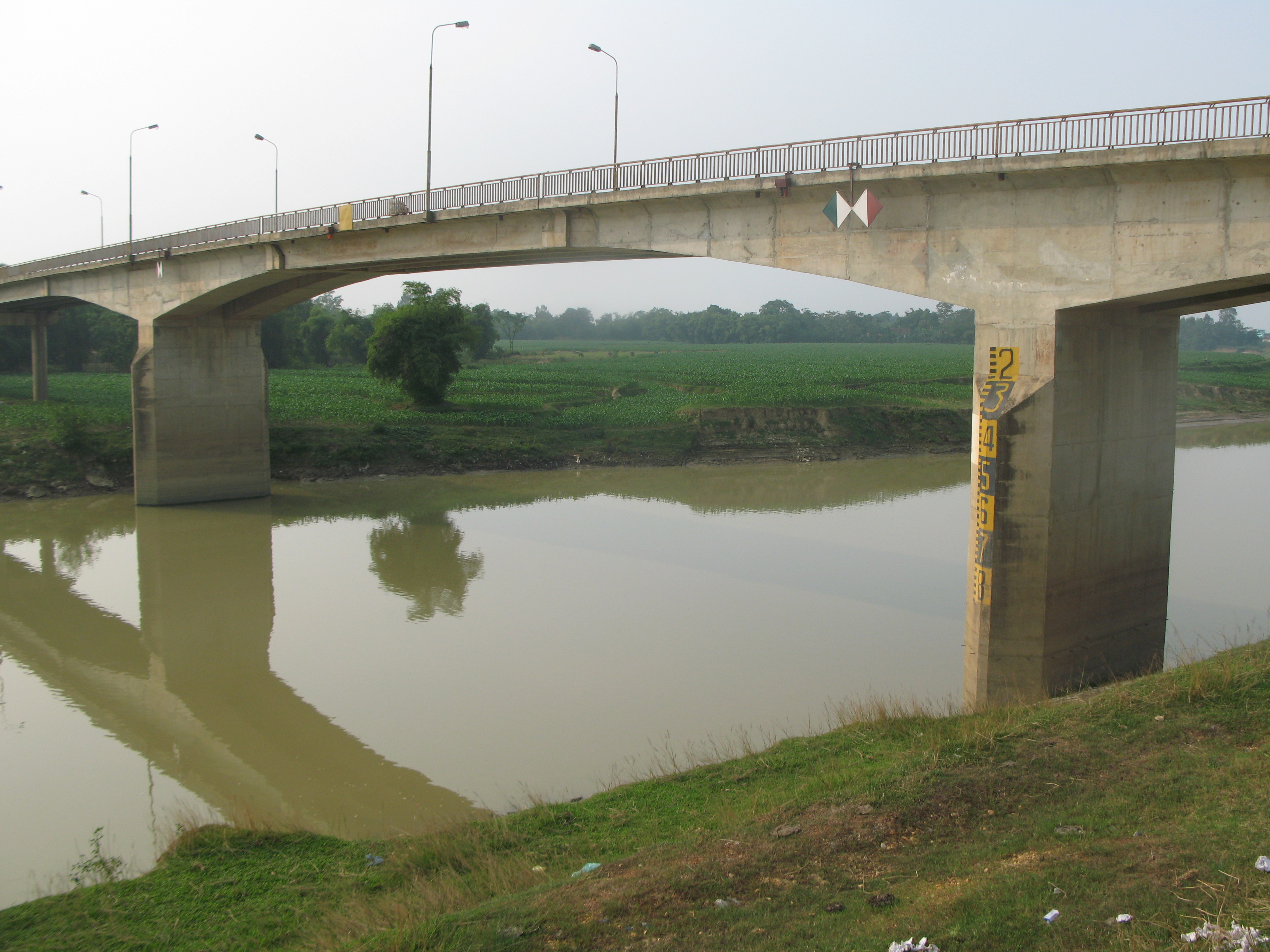
Cầu Vát
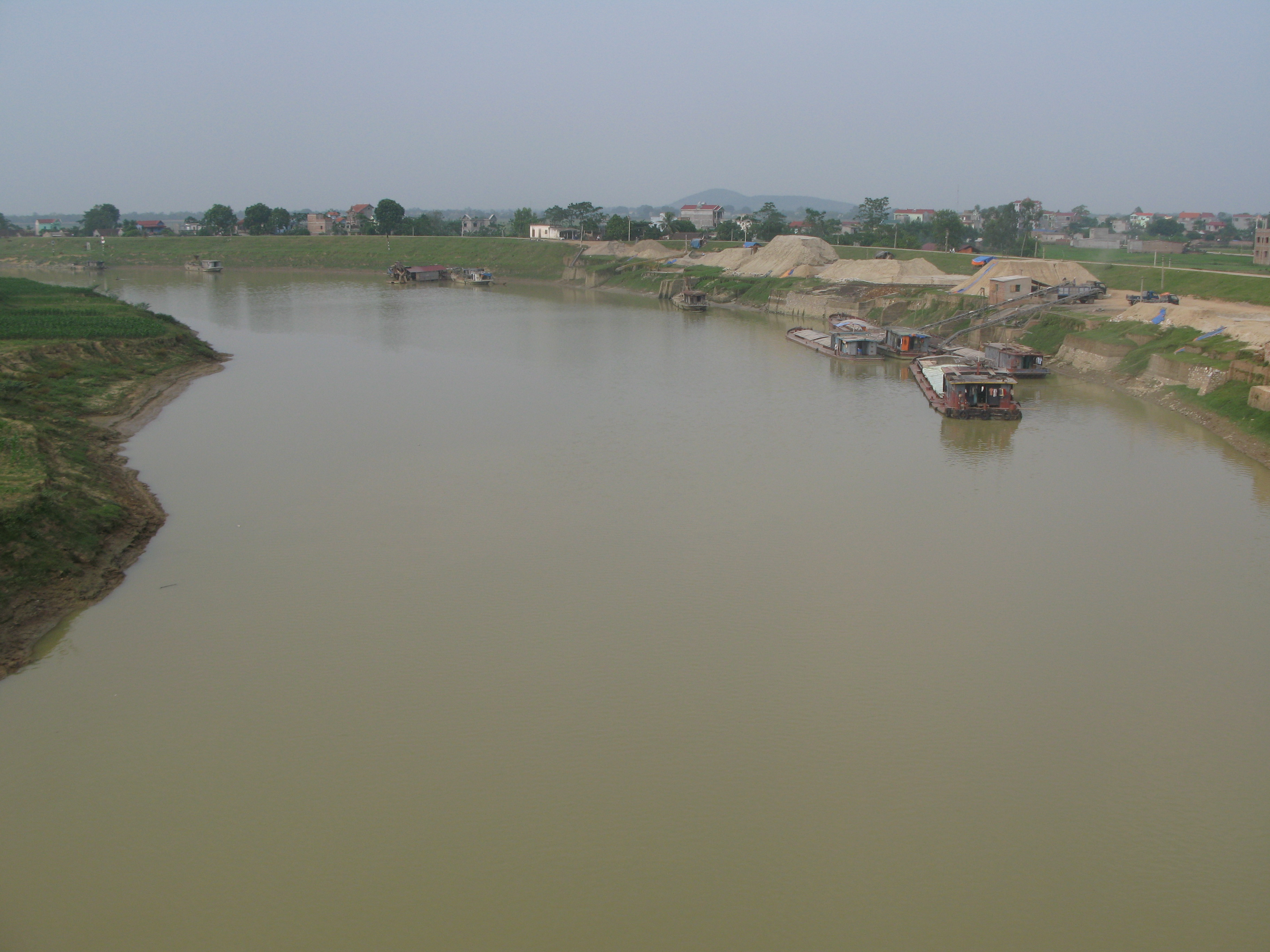
Bến Vát trên sông Cầu
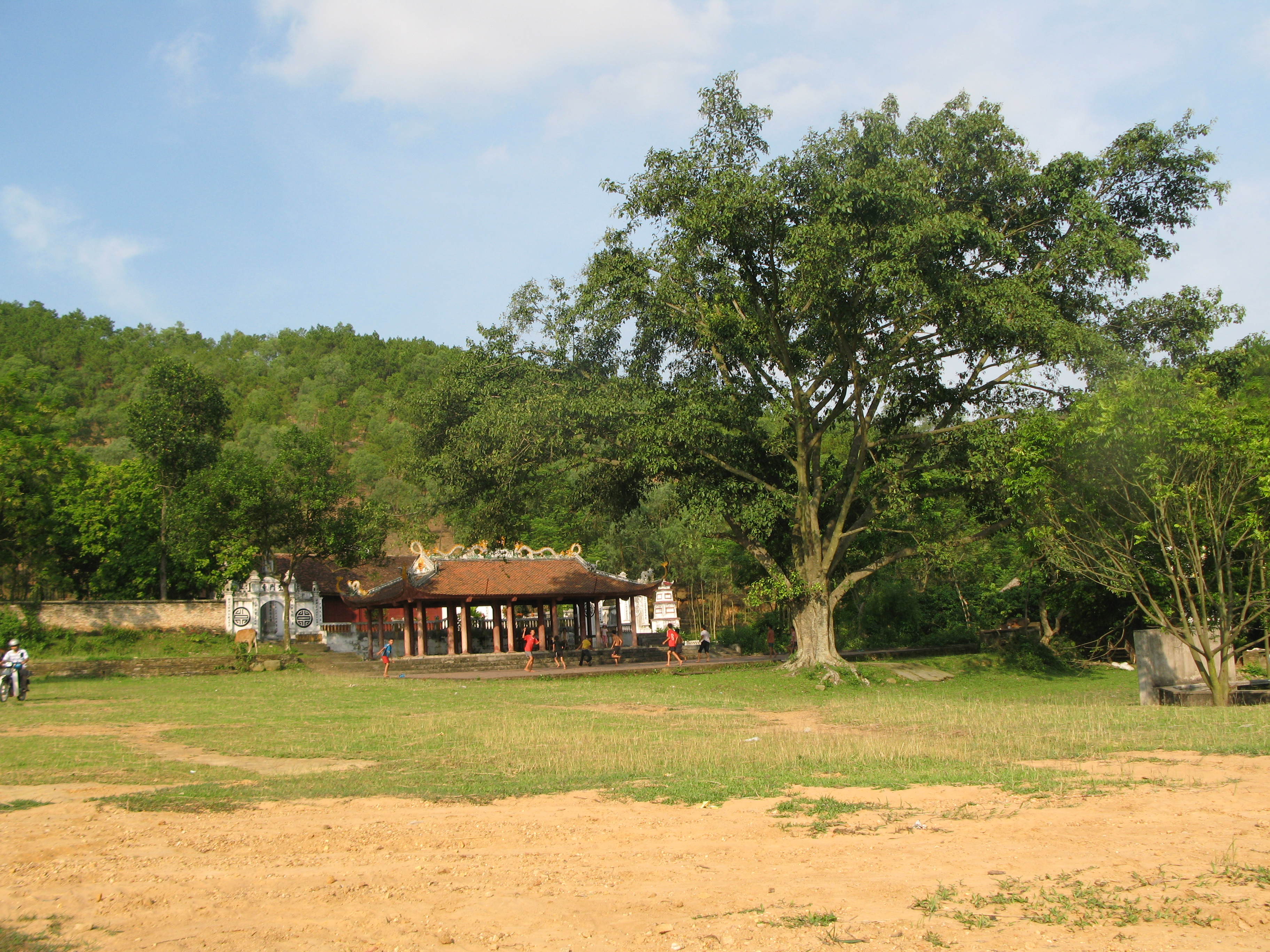
Chùa IA
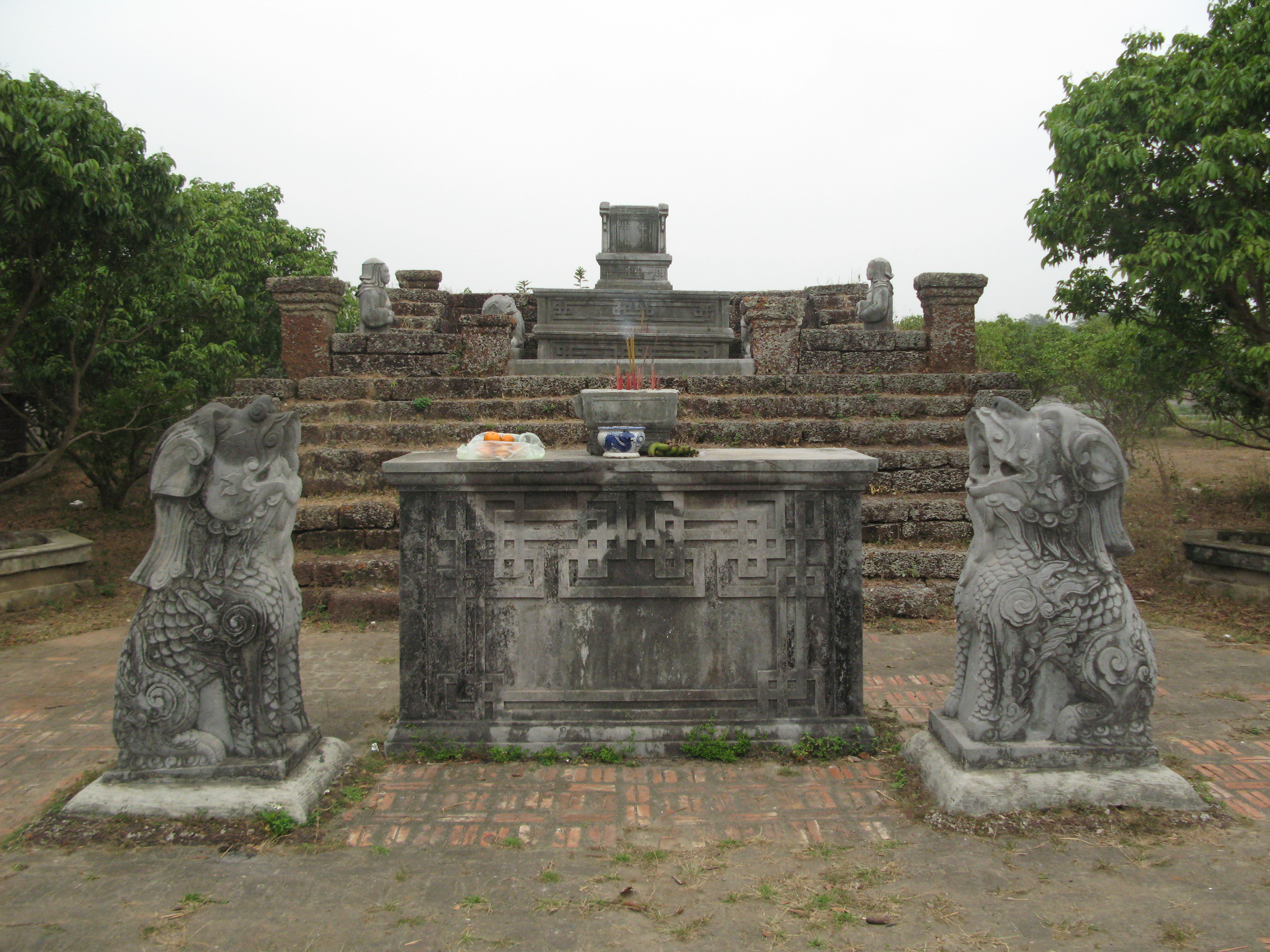
Lăng Dinh Hương
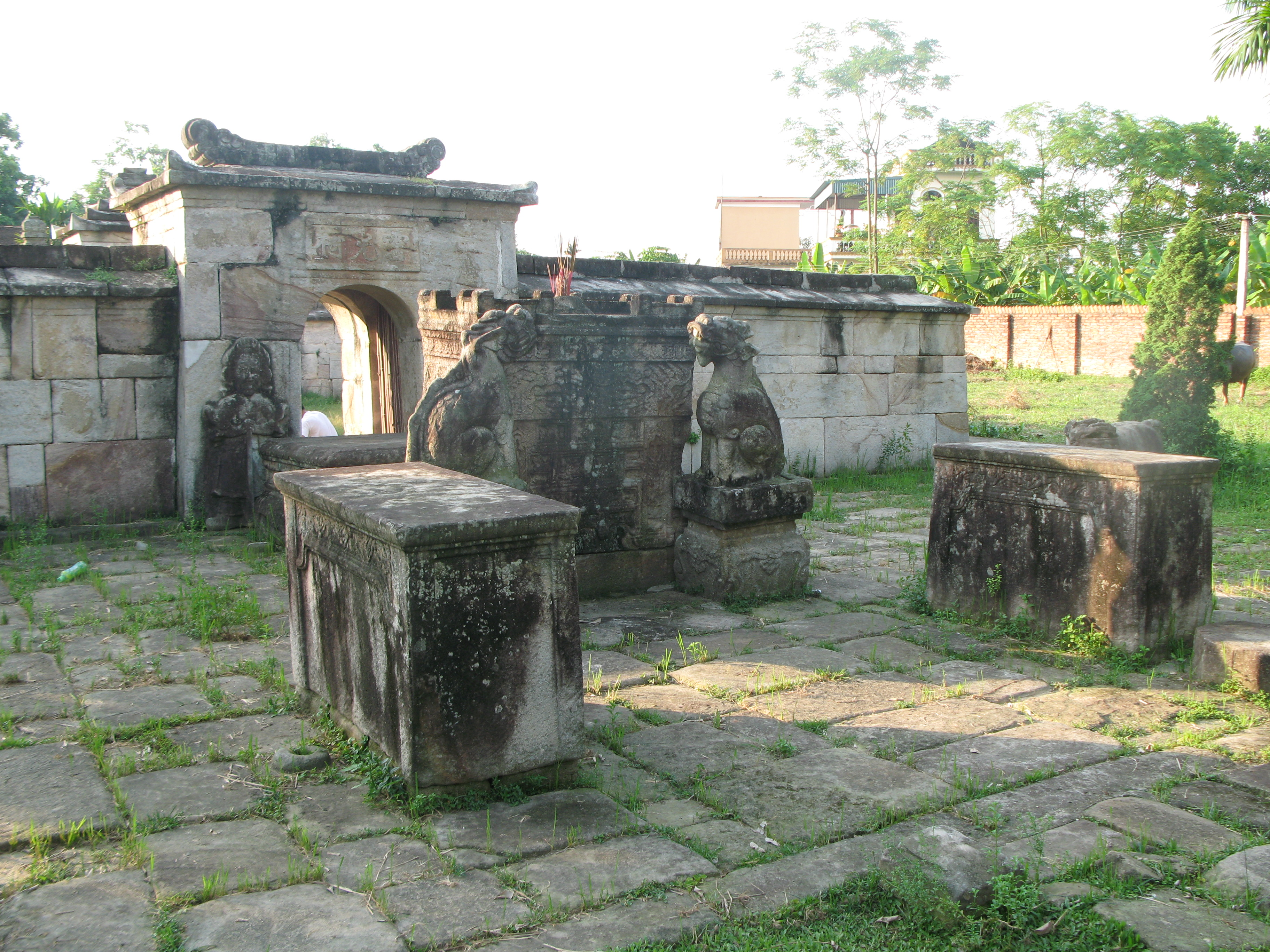
Lăng Họ Ngọ
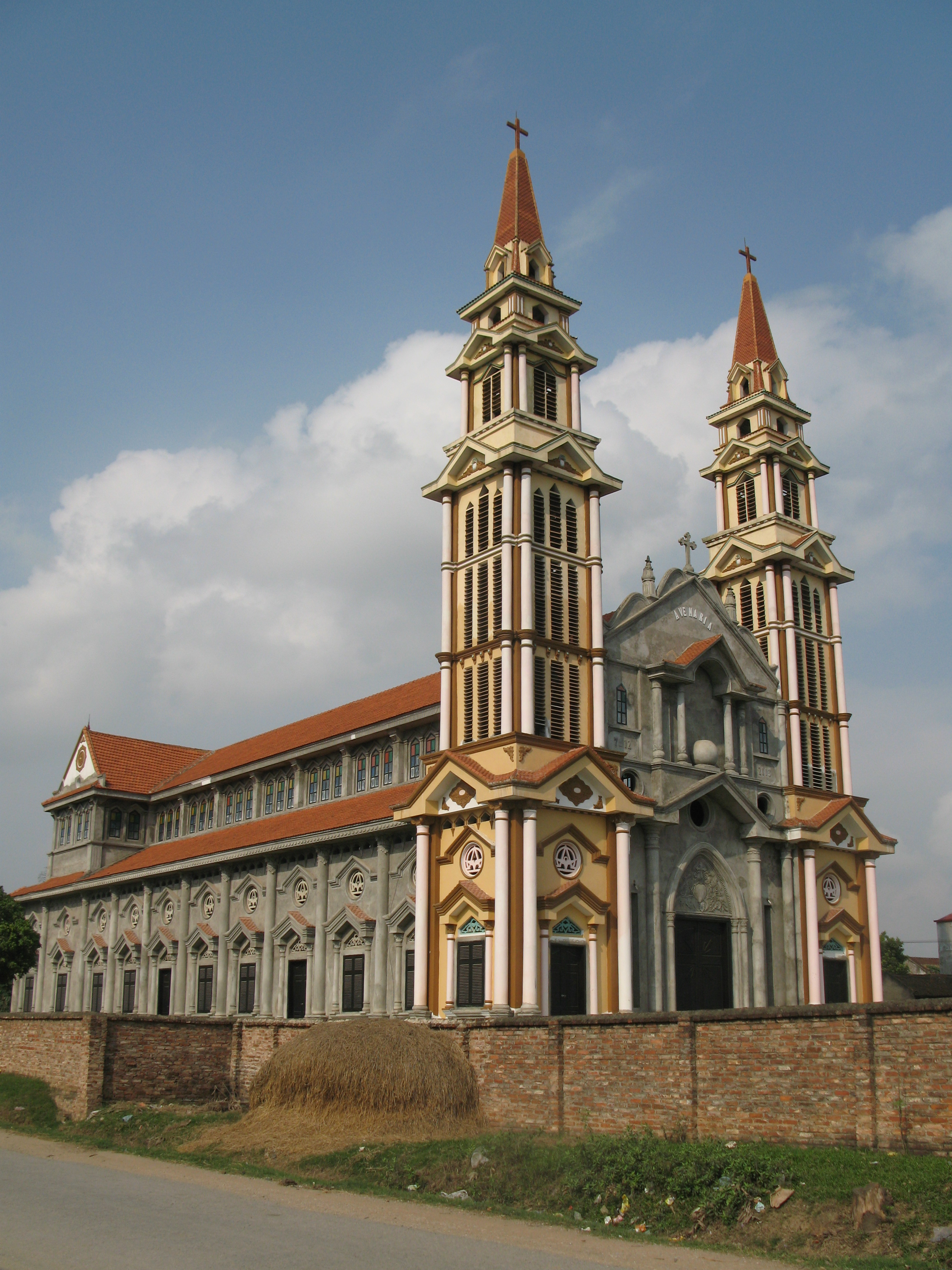
Nhà thờ Ngọc Liễn
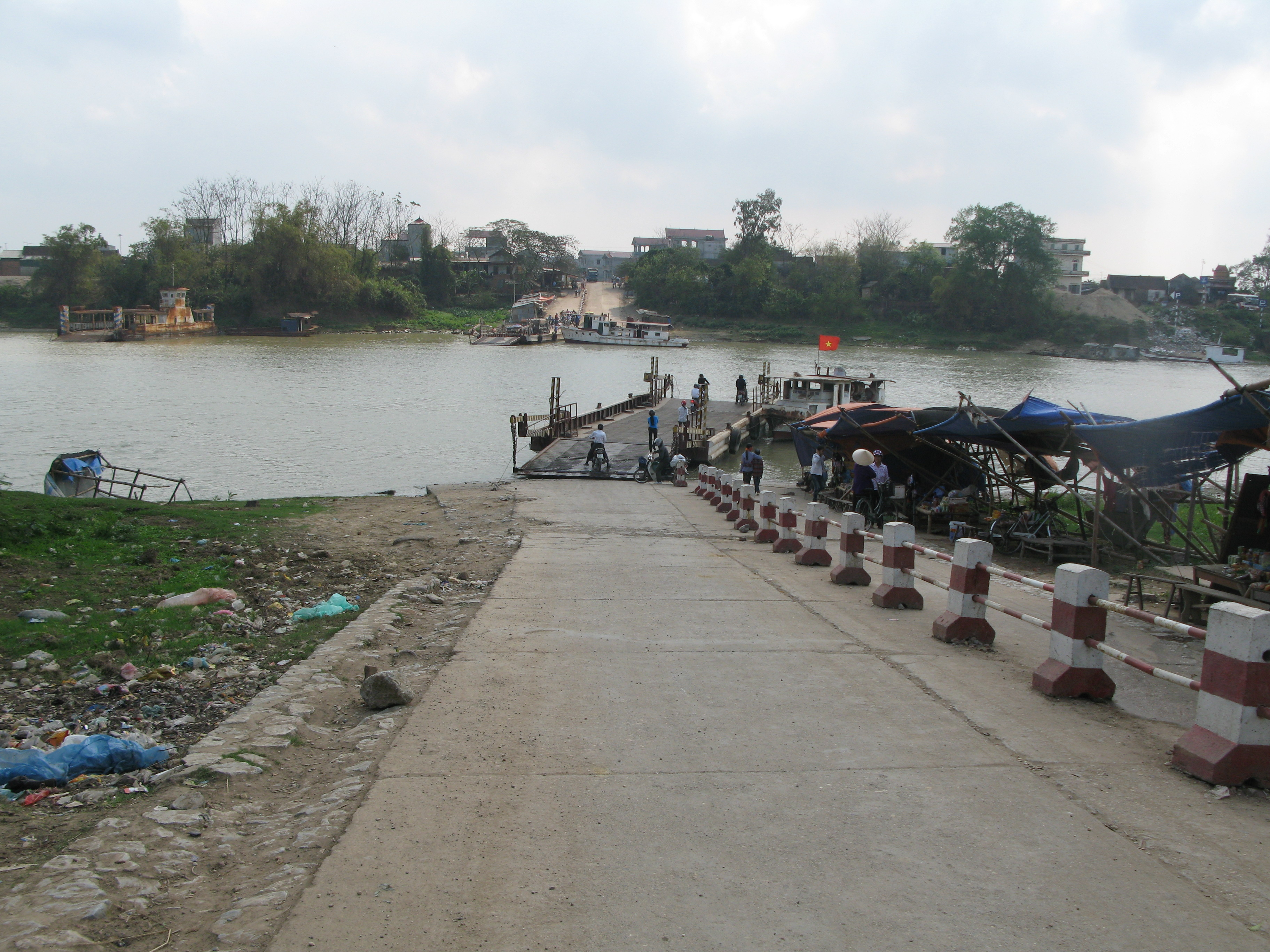
Bến phà Đông Xuyên